# Gertrud Kraus

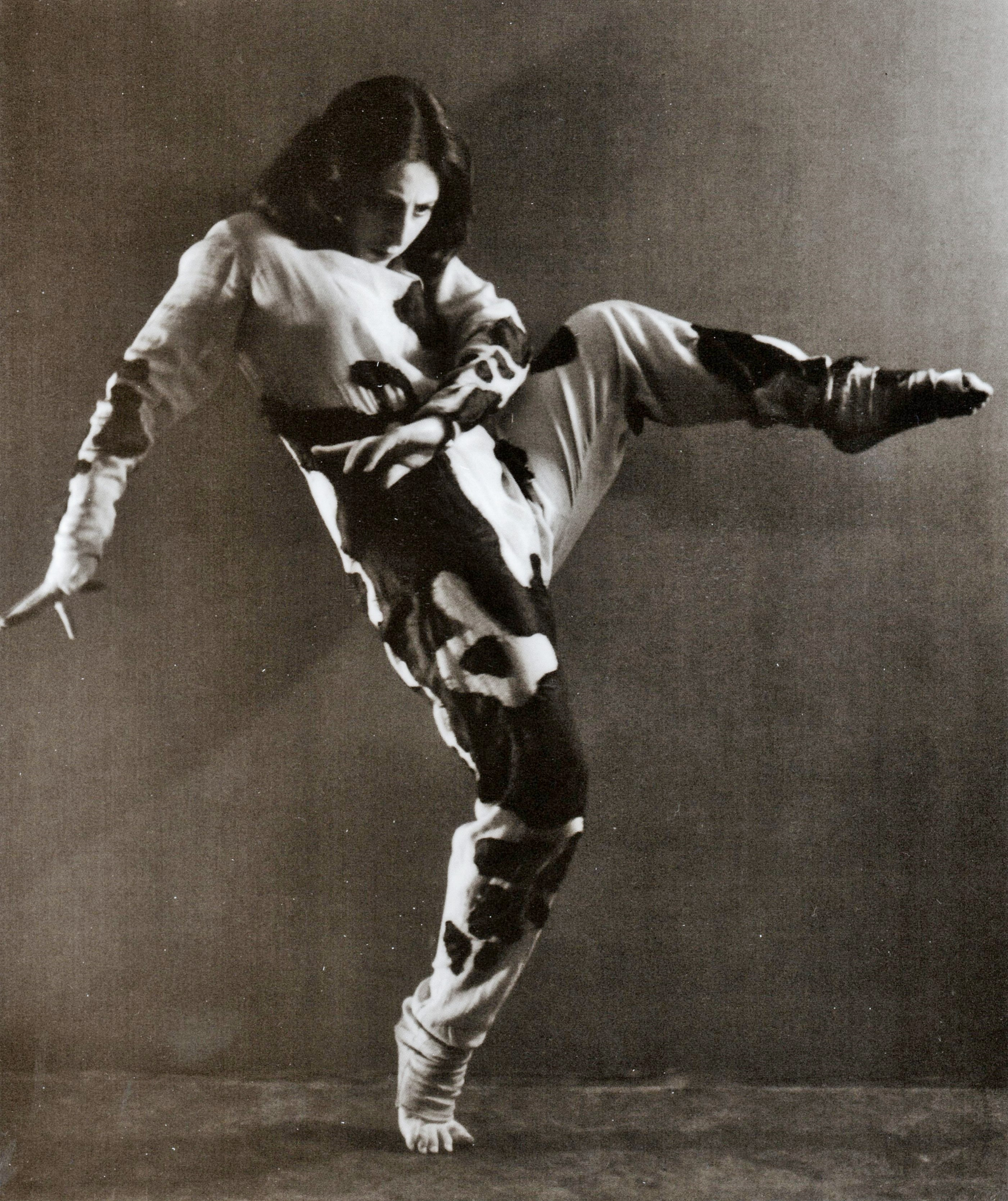
Martin Imboden: Gertrud Kraus «Das Biest/Grotesk Tanz», 1929

Gertrud Kraus (hebräisch גרטרוד קראוס; geb. 5. Mai 1901 in Wien, Österreich-Ungarn; gest. 23. November 1977 in Tel Aviv) war eine österreichisch-israelische Tänzerin, Choreographin und Tanzpädagogin. Sie gehörte mit Grete Wiesenthal und Gertrud Bodenwieser zu den Reformerinnen des freien Tanzes in Wien der zwanziger und dreißiger Jahre und später zu den Mitbegründerinnen der modernen israelischen Tanzkultur.

## Leben
Gertrud Kraus wuchs als zweites von vier Kindern in einer jüdischen Familie in Wien auf. Ihr Vater, Leopold Kraus, 1870 im damaligen Königreich Böhmen geboren, und ihre Mutter, Olga Neubauer, um 1876 geboren, heirateten 1899 in Prag.
Kraus wuchs in Wien auf. Sie studierte Klavier an der Akademie für Musik und darstellende Kunst. Als Pianistin begleitete sie Stummfilme und den Tanzunterricht von Ellinor Tordis (1895–1973), einer bekannten Erscheinung der Wiener freien Tanzszene, die sich mit einem reformpädagogischen Hintergrund in München u. a. bei Alexander Sacharoff ausgebildet hatte. Durch Tordis habe sie das expressive Potenzial des Tanzens erkannt. Nach ihrem Musikexamen 1922 studierte Kraus zwei Jahre Modernen Tanz bei Gertrud Bodenwieser. Nach wenigen Monaten als Tänzerin in der Bodenwieser-Tanzgruppe verließ sie ihre Lehrerin, um selbständig zu arbeiten.

## Wirken

### In Wien
1924 begann Gertrud Kraus Soli zu choreographieren. Ihren ersten eigenen Tanzabend brachte sie Ende 1925 in einem selbst gemieteten Saal in der Hofburg vor Publikum heraus. 1927 eröffnete sie in der Mariahilfer Straße in Wien ein Tanzstudio und gründete ihre eigene Tanzgruppe. Sie choreografierte im Stil des expressionistischen oder Freien Tanzes, der von Gefühlen und dem eigenen Erleben ausgeht, und etablierte sich als eine der führenden Ausdruckstänzerinnen Wiens. Einige ihrer „komisch-grotesken“ Solokreationen wie Wodka oder Guignol wurden zur Grundlage ihres Repertoires, das sie bis Mitte der 1930er Jahre bei Gastspielen in ganz Europa und in Palästina aufführte.
Kraus interessierte sich für soziale und politische Fragen. Sie wurde Zionistin und vertrat zugleich fortschrittliche sozialistische Ansichten. Beides brächte nach ihrer Auffassung die Gesellschaft den Idealen von Freiheit und Gerechtigkeit näher. Ihre Choreografien verband sie mit gesellschaftspolitischen Aussagen und traditioneller jüdischer Kultur.
Bei den Wiener Festwochen 1929 war sie, gemeinsam mit Gisa Geert, Chefassistentin von Rudolf von Laban für die Inszenierung des monumentalen Festzugs der Gewerbe. Und sie trat mit ihrem Solo Der jüdische Knabe auf, über das Fred Hildenbrandt im Berliner Tageblatt schrieb, dass gerade die Grundlagen des traditionellen jüdischen Kulturgutes dem Tanz von Gertrud Kraus eine Tiefe und Gewichtigkeit verliehen hätten, die andere zu sehr auf ihr Ego konzentrierte Choreographen vermissen ließen. 1930 nahm sie an einem internationalen Tanzkongress in München teil, bei dem auch die großen Künstler des modernen Tanzes vertreten waren, darunter Laban und Mary Wigman, und führte mit ihren Tänzerinnen den Zyklus Ghettolieder nach Musik von Joseph Achron auf. Am Abend des 5. März 1933, als in Deutschland die Nationalsozialisten im Reichstag die Mehrheit gewannen, traten Gertrud Kraus und ihre Tänzer mit der Uraufführung des Tanzdramas Die Stadt wartet nach einer Erzählung von Maxim Gorki und zur Musik von Marcel Rubin auf der Bühne der Volkshochschule Stöbergasse auf. Kraus präsentierte in dem Werk eine moderne Metropole als faszinierenden, aber gefährlichen Ort und sah den Holocaust voraus. Der Wiener Tänzer Fritz Berger (1911–1980) gestaltete darin in Anspielung auf Hitler einen ägyptischen Pharao als Tyrann. Es war vermutlich die letzte große Uraufführung, die Kraus in Wien herausbrachte.
Während eines zionistischen Kongresses 1933 in Prag stellte sie bei der Jewish Agency for Israel einen Antrag für die Einwanderung nach Palästina. Nach dem nationalsozialistischen Putschversuch in Österreich 1934 emigrierte sie und kam 1935 nach Tel Aviv.

### In Tel Aviv und Jerusalem

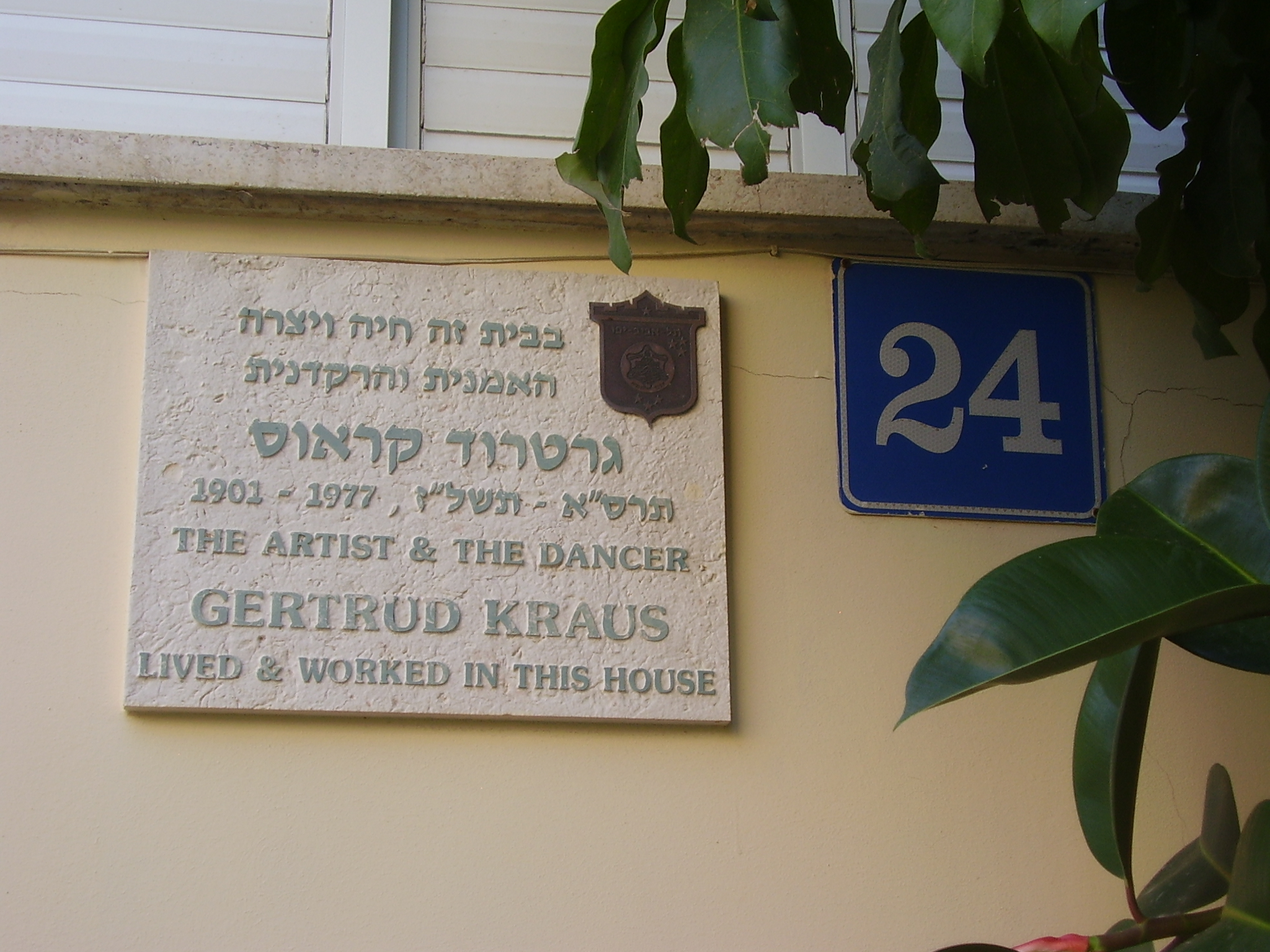
Gedenktafel für Gertrud Kraus an dem Haus, in dem sie in Tel Aviv lebte und arbeitete

In Tel Aviv eröffnete sie ihr eigenes Studio und gründete die G. K. Dance Group, die während des Zweiten Weltkriegs zur ständigen Modern Dance Compagny der Volksoper in Tel Aviv wurde. Mit ihrem ausgeprägten Musikverständnis realisierte Gertrud Kraus auch Gruppenchoreografien nach Partituren der klassischen Musik wie Des Dichters Traum zum ersten Satz aus Franz Schuberts Unvollendeter Symphonie, 1940 ursprünglich als ‚Einlage‘ in einer Aufführung am Volkstheater Tel Aviv. Während der 1940er Jahre schuf sie unter dem Titel Tune and Dance (Melodie und Tanz) Werke für das Israel Philharmonic Orchestra. Zwischen 1941 und 1947 arbeitete sie am Habimah und am Ohel-Theater. 1948 verbrachte sie ein Ausbildungsjahr in den USA. Ihr Treffen mit Agnes de Mille, Martha Graham und Antony Tudor beeinflusste sie: War ihr Stil zuvor experimentell und abstrakt und betonte persönliche Bewegung sowie Körpersprache, so wurde ihr nun die Bedeutung von Technik bewusst. Unter diesem Eindruck gründete sie 1950 das Israel Ballet Theater, mit dem sie einen modernen amerikanischen Tanzstil einführte. In den 1950er Jahren zog sie sich als aktive Tänzerin zurück, konzentrierte sich darauf zu unterrichten und wandte sich der Bildhauerei und Malerei zu. 1962 wurde sie Professorin für Tanz an der Rubin Academy, heute Jerusalem Academy of Music and Dance.
Gertrud Kraus bereiste auch regelmäßig Kibbuzim und trug zur Integration des Ausdruckstanzes in deren Lebensalltag bei. Seit 1953 gehörte sie auf Einladung von Marcel Janco zum Künstlerdorf En Hod.

## Auszeichnung
- 1968: Israel-Preis in der Kategorie Tanz für ihr Lebenswerk

## Choreografien (Auswahl)
Soli
- Tanz zu Bachs Arie in G-Dur (1927)
- Der jüdische Knabe (Aufführung bei den Wiener Festwochen 1929)
- Guignol
- Wodka
- Shulamit (1946)

Gruppenchoreografien
- Ghettolieder, Musik: Joseph Achron (1930)
- Die Stadt wartet, basierend auf einer Erzählung von Maxim Gorki, Musik: Marcel Rubin (1933)
- Des Dichters Traum, Musik: Erster Satz aus Franz Schuberts Sinfonie in h-Moll (1940)

## Weiterführende Literatur
- Ruth Eshel: Dance Spreads Its Wings. Israeli Concert Dance 1920–2010. De Gruyter Oldenbourg, Berlin/Boston 2021, ISBN 978-3-11-074961-8. (Über Gertrud Kraus: Chapter 6. American Dance Meets Dance in Israel, S. 65–85).
- Anna Sophia Messner: Die Herausbildung des Ausdruckstanzes Palästina und im frühen Staat Israel – Gertrud Kraus. In: dies: Palästina / Israel im Blick. Bildgeographien deutsch-jüdischer Fotografinnen nach 1933. Wallstein, Göttingen 2023 (Israel-Studien. Kultur – Geschichte – Politik; 6), ISBN 978-3-8353-5205-6, S. 329–333.